# Kibara oligocarpella
Kibara oligocarpella är en tvåhjärtbladig växtart som först beskrevs av Kaneh. & Hatus., och fick sitt nu gällande namn av W.R. Philipson. Kibara oligocarpella ingår i släktet Kibara och familjen Monimiaceae. Inga underarter finns listade i Catalogue of Life.